# Регляшинцы
Регляшинцы (укр. Регляшинці) — село на Украине, находится в Ямпольском районе Винницкой области.
Код КОАТУУ — 0525686605. Население по переписи 2001 года составляет 78 человек. Почтовый индекс — 24521. Телефонный код — 4344.
Занимает площадь 0,62 км².

## Адрес местного совета
24520, Винницкая область, Ямпольский р-н, с. Тростянец, ул. Центральная, 12